# هادی عمرو

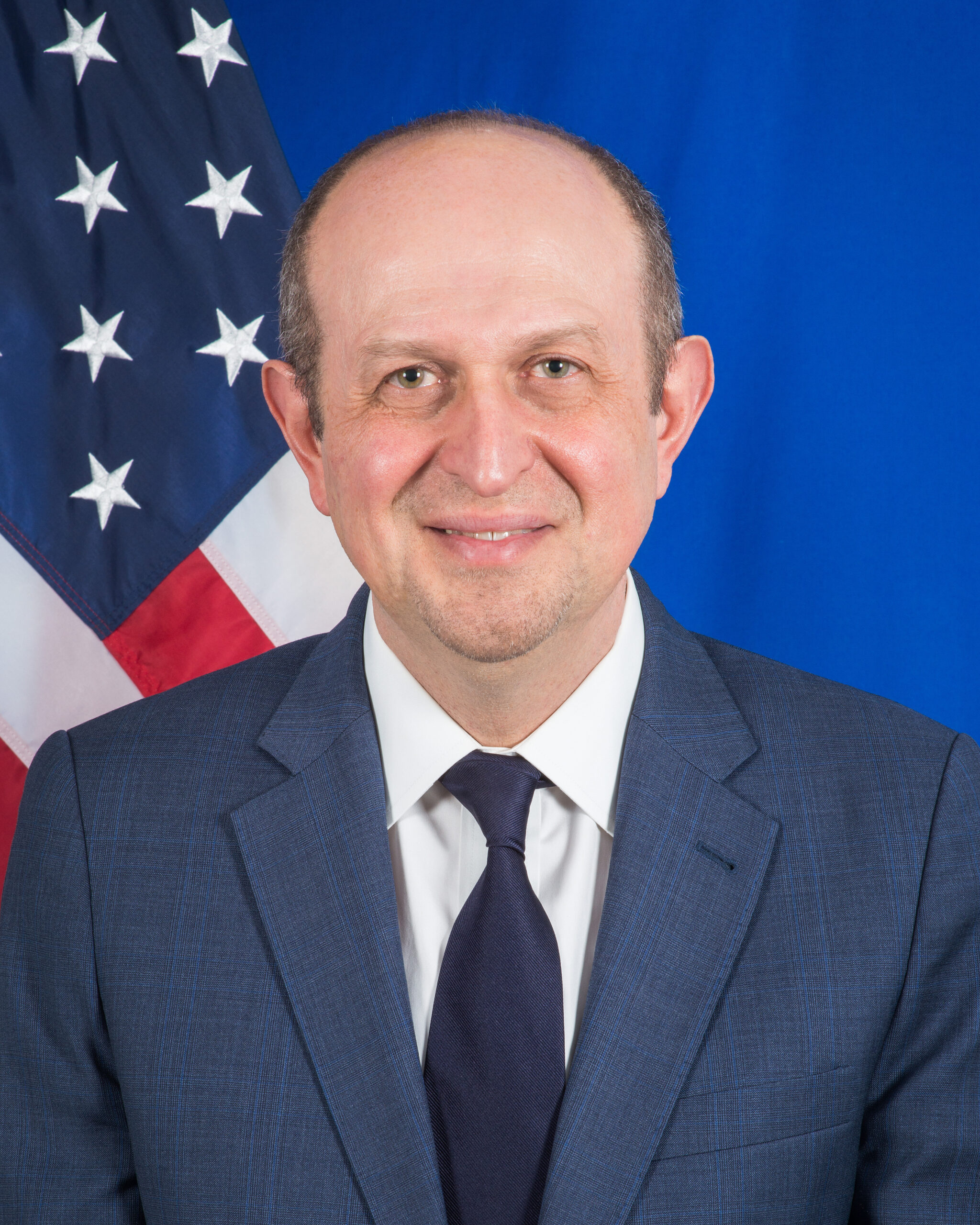
پرترهٔ هادی عَمرْو، سیاست‌مدار آمریکایی - ۲۰۲۱

هادی عَمرْو یک مقام دولتی اهل آمریکا است که به عنوان قائم‌مقام دستیار وزیر برای امور اسرائیل و فلسطین در دفتر امور خاور نزدیک در وزارت امور خارجه ایالات متحده فعالیت می‌کند. وی در ۲۰ ژانویه ۲۰۲۱ در دولت رئیس‌جمهور جو بایدن به این سمت منصوب شد. وی در لبنان به دنیا آمد و با رهبری فلسطین پیوندهای نزدیکی دارد.
او تحلیل‌گر خط‌مشی و نویسنده در زمینه روابط ایالات متحده با جهان اسلام و منازعه اعراب و اسرائیل، لبنان، اردن و توسعه اقتصادی و اجتماعی جهان عرب است. او به عنوان مشاور ارشد در دفتر سیاست در وزارت امنیت میهن، به عنوان قائم‌مقام دستیار مدیر آژانس توسعه بین‌المللی ایالات متحده (USAID) برای خاورمیانه و به عنوان قائم مقام فرستاده ویژه ایالات متحده در امور مذاکرات اسرائیل فلسطین از ۲۰۱۴–۲۰۱۷ فعالیت کرده‌است.